# Ministro del Interior del Reino Unido
El principal secretario de Estado de Su Majestad del Ministerio del Interior (en inglés: His Majesty's Principal Secretary of State for the Home Department), comúnmente conocido como el ministro del Interior (en inglés: Home Secretary, lit. 'secretario de Hogar'), es uno de los cuatro grandes cargos de Estado del Reino Unido. Como ministro a cargo del Ministerio del Interior, el ministro del Interior se encarga de los asuntos internos de Inglaterra y Gales, y de inmigración y ciudadanía para el conjunto del Reino Unido.
Las competencias del Ministerio del Interior también incluye la actuación policial en Inglaterra y Gales y asuntos de seguridad nacional, como el Servicio de Seguridad, MI5, es directamente responsable ante el ministro del Interior. Anteriormente, el ministro del Interior fue el ministro responsable de las prisiones y de libertad condicional en Inglaterra y Gales; Sin embargo, en 2005 esas responsabilidades fueron transferidas al Ministerio de Justicia de nueva creación bajo el lord canciller.
La actual ministro del Interior es Yvette Cooper, nombrada el 5 de julio de 2024 por el primer ministro Keir Starmer.

## Lista de ministros del Interior

### Ministros del Interior, 1782-1801
| Nombre                   | Imagen | Duración del mandato    | Duración del mandato    | Partido político | Primer ministro                            | Primer ministro |
| ------------------------ | ------ | ----------------------- | ----------------------- | ---------------- | ------------------------------------------ | --------------- |
| William Petty Landsdowne |        | 27 de marzo de 1782     | 10 de julio de 1782     | Whig             | The Marquess of Rockingham                 |                 |
| Thomas Townshend         |        | 10 de julio de 1782     | 2 de abril de 1783      | Whig             | The Earl of Shelburne                      |                 |
| Lord North               |        | 2 de abril de 1783      | 19 de diciembre de 1783 | Tory             | The Duke of Portland (Fox-North Coalition) |                 |
| The Earl Temple          |        | 19 de diciembre de 1783 | 23 de diciembre de 1783 | Whig             | William Pitt (el Joven)                    |                 |
| The Lord Sydney          |        | 23 de diciembre de 1783 | 5 de junio de 1789      | Whig             | William Pitt (el Joven)                    |                 |
| The Lord Grenville       |        | 5 de junio de 1789      | 8 de junio de 1791      | Tory             | William Pitt (el Joven)                    |                 |
| Henry Dundas             |        | 8 de junio de 1791      | 11 de julio de 1794     | Tory             | William Pitt (el Joven)                    |                 |
| The Duke of Portland     |        | 11 de julio de 1794     | 30 de julio de 1801     | Tory             | William Pitt (el Joven)                    |                 |

### Ministros del Interior, 1801-1900
| Nombre                                              | Imagen               | Duración del mandato    | Duración del mandato    | Partido político | Primer ministro                                   | Primer ministro |
| --------------------------------------------------- | -------------------- | ----------------------- | ----------------------- | ---------------- | ------------------------------------------------- | --------------- |
| Lord Pelham                                         |                      | 30 de julio de 1801     | 17 de agosto de 1803    | Whig             | Henry Addington                                   |                 |
| Charles Philip Yorke                                |                      | 17 de agosto de 1803    | 12 de mayo de 1804      | Tory             | Henry Addington                                   |                 |
| The Lord Hawkesbury                                 |                      | 12 de mayo de 1804      | 5 de febrero de 1806    | Tory             | William Pitt (el Joven)                           |                 |
| Conde Spencer                                       |                      | 5 de febrero de 1806    | 25 de marzo de 1807     | Whig             | Lord Grenville (Ministerio de todos los talentos) |                 |
| The Lord Hawkesbury (Conde de Liverpool desde 1808) |                      | 25 de marzo de 1807     | 1 de noviembre de 1809  | Whig             | William Henry Cavendish-Bentinck                  |                 |
| Richard Ryder                                       |                      | 1 de noviembre de 1809  | 8 de junio de 1812      | Tory             | Spencer Perceval                                  |                 |
| I vizconde de Sidmouth                              |                      | 11 de junio de 1812     | 17 de enero de 1822     | Tory             | Lord Liverpool                                    |                 |
| Sir Robert Peel                                     |                      | 17 de enero de 1822     | 10 de abril de 1827     | Tory             | Lord Liverpool                                    |                 |
| William Sturges Bourne                              |                      | 30 de abril de 1827     | 16 de julio de 1827     | Tory             | George Canning                                    |                 |
| Marqués de Lansdowne                                |                      | 16 de julio de 1827     | 22 de enero de 1828     | Whig             | I conde de Ripon                                  |                 |
| Sir Robert Peel                                     |                      | 26 de enero de 1828     | 22 de noviembre de 1830 | Tory             | Duque de Wellington                               |                 |
| II vizconde de Melbourne                            |                      | 22 de noviembre de 1830 | 16 de julio de 1834     | Whig             | II conde de Grey                                  |                 |
| Vizconde Duncannon                                  |                      | 19 de julio de 1834     | 15 de noviembre de 1834 | Whig             | II vizconde de Melbourne                          |                 |
| Duque de Wellington                                 |                      | 15 de noviembre de 1834 | 15 de diciembre de 1834 | Tory             | Duque de Wellington                               |                 |
| Henry Goulburn                                      |                      | 15 de diciembre de 1834 | 18 de abril de 1835     | Conservador      | Sir Robert Peel                                   |                 |
| Lord John Russell                                   |                      | 18 de abril de 1835     | 30 de agosto de 1839    | Whig             | II vizconde de Melbourne                          |                 |
| The Marquess of Normanby                            |                      | 30 de agosto de 1839    | 30 de agosto de 1841    | Whig             | II vizconde de Melbourne                          |                 |
| Sir James Graham                                    |                      | 6 de septiembre de 1841 | 30 de junio de 1846     | Conservador      | Sir Robert Peel                                   |                 |
| Sir George Grey                                     |                      | 8 de julio de 1846      | 23 de febrero de 1852   | Whig             | Lord John Russell                                 |                 |
| Spencer Horatio Walpole                             |                      | 27 de febrero de 1852   | 19 de diciembre de 1852 | Conservador      | 14.º conde de Derby                               |                 |
| III vizconde de Palmerston                          |                      | 28 de diciembre de 1852 | 6 de febrero de 1855    | Whig             | IV conde de Aberdeen                              |                 |
| Sir George Grey                                     |                      | 8 de febrero de 1855    | 26 de febrero de 1858   | Whig             | III vizconde de Palmerston                        |                 |
| Spencer Horatio Walpole                             |                      | 26 de febrero de 1858   | 3 de marzo de 1859      | Conservador      | 14.º conde de Derby                               |                 |
| Thomas H. Sotheron-Estcourt                         |                      | 3 de marzo de 1859      | 18 de junio de 1859     | Conservative     | 14.º conde de Derby                               |                 |
| Sir George Cornewall Lewis                          |                      | 18 de junio de 1859     | 25 de julio de 1861     | Liberal          | 3.er vizconde de Palmerston                       |                 |
| Sir George Grey                                     |                      | 25 de julio de 1861     | 28 de junio de 1866     | Liberal          | 3.er vizconde de Palmerston                       |                 |
| Sir George Grey                                     | I conde Russell      | 25 de julio de 1861     | 28 de junio de 1866     | Liberal          |                                                   |                 |
| Spencer Horatio Walpole                             |                      | 6 de julio de 1866      | 17 de mayo de 1867      | Conservador      | XIV conde de Derby                                |                 |
| Gathorne Hardy                                      |                      | 17 de mayo de 1867      | 3 de diciembre de 1868  | Conservative     | XIV conde de Derby                                |                 |
| Gathorne Hardy                                      | Benjamin Disraeli    | 17 de mayo de 1867      | 3 de diciembre de 1868  | Conservative     |                                                   |                 |
| Henry Austin Bruce                                  |                      | 9 de diciembre de 1868  | 9 de agosto de 1873     | Liberal          | William Ewart Gladstone                           |                 |
| Robert Lowe                                         |                      | agosto de 1873          | 20 de febrero de 1874   | Liberal          | William Ewart Gladstone                           |                 |
| R. A. Cross                                         |                      | 21 de febrero de 1874   | 23 de abril de 1880     | Conservador      | Benjamin Disraeli                                 |                 |
| Sir William Vernon Harcourt                         |                      | 28 de abril de 1880     | 23 de junio de 1885     | Liberal          | William Ewart Gladstone                           |                 |
| R. A. Cross                                         |                      | 24 de junio de 1885     | 1 de febrero de 1886    | Conservador      | tercer marqués de Salisbury                       |                 |
| Hugh Childers                                       |                      | 6 de febrero de 1886    | 25 de julio de 1886     | Liberal          | William Ewart Gladstone                           |                 |
| Henry Matthews                                      |                      | 3 de agosto de 1886     | 15 de agosto de 1892    | Conservador      | Tercer marqués de Salisbury                       |                 |
| H. H. Asquith                                       |                      | 18 de agosto de 1892    | 25 de junio de 1895     | Liberal          | William Ewart Gladstone                           |                 |
| H. H. Asquith                                       | The Earl of Rosebery | 18 de agosto de 1892    | 25 de junio de 1895     | Liberal          |                                                   |                 |
| Sir Matthew White Ridley                            |                      | 29 de junio de 1895     | 12 de noviembre de 1900 | Conservador      | III marqués de Salisbury                          |                 |

### Ministros del Interior, 1900-2001
| Nombre                                  | Imagen                | Duración del mandato     | Duración del mandato     | Partido político       | Primer ministro                            | Primer ministro |
| --------------------------------------- | --------------------- | ------------------------ | ------------------------ | ---------------------- | ------------------------------------------ | --------------- |
| Charles Ritchie                         |                       | 12 de noviembre de 1900  | 12 de julio de 1902      | Conservador            | Tercer marqués de Salisbury                |                 |
| Aretas Akers-Douglas                    |                       | 12 de julio de 1902      | 5 de diciembre de 1905   | Conservador            | Arthur Balfour                             |                 |
| Herbert Gladstone                       |                       | 11 de diciembre de 1905  | 19 de febrero de 1910    | Liberal                | Sir Henry Campbell-Bannerman               |                 |
| Herbert Gladstone                       | H. H. Asquith         | 11 de diciembre de 1905  | 19 de febrero de 1910    | Liberal                |                                            |                 |
| Winston Churchill                       |                       | 19 de febrero de 1910    | 24 de octubre de 1911    | Liberal                |                                            |                 |
| Reginald McKenna                        |                       | 24 de octubre de 1911    | 27 de mayo de 1915       | Liberal                |                                            |                 |
| Sir John Simon                          |                       | 27 de mayo de 1915       | 12 de enero de 1916      | Liberal                | H. H. Asquith                              |                 |
| Herbert Samuel                          |                       | 12 de enero de 1916      | 7 de diciembre de 1916   | Liberal                | H. H. Asquith                              |                 |
| Sir George Cave (vizconde Cave de 1918) |                       | 11 de diciembre de 1916  | 14 de enero de 1919      | Conservador            | David Lloyd George                         |                 |
| Edward Shortt                           |                       | 14 de enero de 1919      | 23 de octubre de 1922    | Liberal                | David Lloyd George                         |                 |
| William Bridgeman                       |                       | 25 de octubre de 1922    | 22 de enero de 1924      | Conservador            | Andrew Bonar Law                           |                 |
| William Bridgeman                       | Stanley Baldwin       | 25 de octubre de 1922    | 22 de enero de 1924      | Conservador            |                                            |                 |
| Arthur Henderson                        |                       | 23 de enero de 1924      | 4 de noviembre de 1924   | Laborista              | Ramsay MacDonald                           |                 |
| Sir William Joynson-Hicks               |                       | 7 de noviembre de 1924   | 5 de junio de 1929       | Conservador            | Stanley Baldwin                            |                 |
| J. R. Clynes                            |                       | 8 de junio de 1929       | 26 de agosto de 1931     | Laborista              | Ramsay MacDonald                           |                 |
| Sir Herbert Samuel                      |                       | 26 de agosto de 1931     | 1 de octubre de 1932     | Liberal                | Ramsay MacDonald                           |                 |
| Sir John Gilmour                        |                       | 1 de octubre de 1932     | 7 de junio de 1935       | Partido unionista      | Ramsay MacDonald                           |                 |
| Sir John Simon                          |                       | 7 de junio de 1935       | 28 de mayo de 1937       | Nacional Liberal       | Stanley Baldwin                            |                 |
| Sir Samuel Hoare, Bt                    |                       | 28 de mayo de 1937       | 3 de septiembre de 1939  | Conservador            | Neville Chamberlain                        |                 |
| Sir John Anderson                       |                       | 4 de septiembre de 1939  | 4 de octubre de 1940     | Nacional independiente | Neville Chamberlain                        |                 |
| Herbert S. Morrison                     |                       | 4 de octubre de 1940     | 23 de mayo de 1945       | Laborista              | Winston Churchill (coalición de la guerra) |                 |
| Sir Donald Somervell                    |                       | 25 de mayo de 1945       | 26 de julio de 1945      | Conservador            | Winston Churchill                          |                 |
| James Chuter Ede                        |                       | 3 de agosto de 1945      | 26 de octubre de 1951    | Laborista              | Clement Attlee                             |                 |
| Sir David Maxwell Fyfe                  |                       | 27 de octubre de 1951    | 19 de octubre de 1954    | Conservador            | Sir Winston Churchill                      |                 |
| Gwilym Lloyd George                     |                       | 19 de octubre de 1954    | 14 de enero de 1957      | Nacional Liberal       | Sir Winston Churchill                      |                 |
| Gwilym Lloyd George                     | Sir Anthony Eden      | 19 de octubre de 1954    | 14 de enero de 1957      | Nacional Liberal       |                                            |                 |
| R. A. Butler                            |                       | 14 de enero de 1957      | 13 de julio de 1962      | Conservador            | Harold Macmillan                           |                 |
| \|Henry Brooke                          |                       | 14 de julio de 1962      | 16 de octubre de 1964    | Conservador            | Harold Macmillan                           |                 |
| \|Henry Brooke                          | Sir Alec Douglas-Home | 14 de julio de 1962      | 16 de octubre de 1964    | Conservador            |                                            |                 |
| Sir Frank Soskice                       |                       | 18 de octubre de 1964    | 23 de diciembre de 1965  | Laborista              | Harold Wilson                              |                 |
| Roy Jenkins                             |                       | 23 de diciembre de 1965  | 30 de noviembre de 1967  | Labour                 | Harold Wilson                              |                 |
| James Callaghan                         |                       | 30 de noviembre de 1967  | 19 de junio de 1970      | Laborista              | Harold Wilson                              |                 |
| Reginald Maudling                       |                       | 20 de junio de 1970      | 18 de julio de 1972      | Conservador            | Edward Heath                               |                 |
| Robert Carr                             |                       | 18 de julio de 1972      | 4 de marzo de 1974       | Conservador            | Edward Heath                               |                 |
| Roy Jenkins                             |                       | 5 de marzo de 1974       | 10 de septiembre de 1976 | Laborista              | Harold Wilson                              |                 |
| Merlyn Rees                             |                       | 10 de septiembre de 1976 | 4 de mayo de 1979        | Laborista              | James Callaghan                            |                 |
| William Whitelaw                        |                       | 4 de mayo de 1979        | 11 de junio de 1983      | Conservador            | Margaret Thatcher                          |                 |
| Leon Brittan                            |                       | 11 de junio de 1983      | 2 de septiembre de 1985  | Conservador            | Margaret Thatcher                          |                 |
| Douglas Hurd                            |                       | 2 de septiembre de 1985  | 26 de octubre de 1989    | Conservador            | Margaret Thatcher                          |                 |
| David Waddington                        |                       | 26 de octubre de 1989    | 28 de noviembre de 1990  | Conservador            | Margaret Thatcher                          |                 |
| Kenneth Baker                           |                       | 28 de noviembre de 1990  | 10 de abril de 1992      | Conservador            | John Major                                 |                 |
| Kenneth Clarke                          |                       | 10 de abril de 1992      | 27 de mayo de 1993       | Conservador            | John Major                                 |                 |
| Michael Howard                          |                       | 27 de mayo de 1993       | 2 de mayo de 1997        | Conservador            | John Major                                 |                 |
| Jack Straw                              |                       | 2 de mayo de 1997        | 8 de junio de 2001       | Laborista              | Tony Blair                                 |                 |

### Ministros del Interior, 2001-2024
| Nombre           | Imagen | Duración del mandato    | Duración del mandato    | Partido político | Primer ministro | Primer ministro |
| ---------------- | ------ | ----------------------- | ----------------------- | ---------------- | --------------- | --------------- |
| David Blunkett   |        | 8 de junio de 2001      | 15 de diciembre de 2004 | Laborista        | Tony Blair      |                 |
| Charles Clarke   |        | 15 de diciembre de 2004 | 5 de mayo de 2006       | Laborista        | Tony Blair      |                 |
| John Reid        |        | 5 de mayo de 2006       | 28 de junio de 2007     | Laborista        | Tony Blair      |                 |
| Jacqui Smith     |        | 28 de junio de 2007     | 5 de junio de 2009      | Laborista        | Gordon Brown    |                 |
| Alan Johnson     |        | 5 de junio de 2009      | 11 de mayo de 2010      | Laborista        | Gordon Brown    |                 |
| Theresa May      |        | 12 de mayo de 2010      | 13 de julio de 2016     | Conservador      | David Cameron   |                 |
| Amber Rudd       |        | 13 de julio de 2016     | 29 de abril de 2018     | Conservador      | Theresa May     |                 |
| Sajid Javid      |        | 30 de abril de 2018     | 24 de julio de 2019     | Conservador      | Theresa May     |                 |
| Priti Patel      |        | 24 de julio de 2019     | 5 de septiembre de 2022 | Conservador      | Boris Johnson   |                 |
| Suella Braverman |        | 6 de septiembre de 2022 | 19 de octubre de 2022   | Conservador      | Liz Truss       |                 |
| Grant Shapps     |        | 19 de octubre de 2022   | 25 de octubre de 2022   | Conservador      | Liz Truss       |                 |
| Suella Braverman |        | 25 de octubre de 2022   | 13 de noviembre de 2023 | Conservador      | Rishi Sunak     |                 |
| James Cleverly   |        | 13 de noviembre de 2023 | 5 de julio de 2024      | Conservador      | Rishi Sunak     |                 |
| Yvette Cooper    |        | 5 de julio de 2024      | En el cargo             | Laborista        | Keir Starmer    |                 |